# Ulvshale
Ulvshale är en halvö i Danmark.   Den ligger i Vordingborgs kommun i Region Själland, i den sydöstra delen av landet, 70 km söder om Köpenhamn. Ulvshale utgör den nordvästra spetsen på ön Møn.